# Porte du Ried
Porte du Ried ist eine französische Gemeinde mit 1.763 Einwohnern (Stand 1. Januar 2014) im Département Haut-Rhin in der Region Grand Est (bis 2015 Elsass). Sie gehört zum Arrondissement Colmar-Ribeauvillé und zum Kanton Colmar-2.
Die Gemeinde entstand mit Wirkung vom 1. Januar 2016 als Commune nouvelle durch die Vereinigung der bisherigen Gemeinden Holtzwihr und Riedwihr. Das Rathaus (Mairie) der neuen Gemeinde befindet sich im Gebäude des bisherigen Rathauses von Holzwihr.

## Geografie
Porte du Ried liegt in der Rheinebene rund sechs Kilometer nordöstlich von Colmar und etwa 57 Kilometer südwestlich von Straßburg im Norden des Départements Haut-Rhin. Die Gemeinde besteht aus den Siedlungen Holtzwihr und Riedwihr. Im Süden der Gemeinde führt der Canal de Colmar vorbei. Der später in die Ill einmündende Orchbach entspringt auf dem Gemeindegebiet.
Nachbargemeinden sind Jebsheim im Nordosten, Wickerschwihr im Osten, Bischwihr im Südosten, Horbourg-Wihr im Süden sowie Colmar im Westen, Nordwesten und Norden.

## Bevölkerungsverteilung und -entwicklung
| Ortsteil         | ehemaliger INSEE-Code | Fläche (km²) | Höhenlage (m) | Einwohnerzahlen (Census) | Einwohnerzahlen (Census) | Einwohnerzahlen (Census) | Einwohnerzahlen (Census) | Einwohnerzahlen (Census) | Einwohnerzahlen (Census) | Einwohnerzahlen (Census) | Einwohnerzahlen (Census) | Einwohnerzahlen (Census) | Einwohnerzahlen (Census) | Einwohnerzahlen (Census) |
| Ortsteil         | ehemaliger INSEE-Code | Fläche (km²) | Höhenlage (m) | 1962                     | 1968                     | 1975                     | 1982                     | 1990                     | 1999                     | 2006 1                   | 2008 2                   | 2011 1                   | 2013 2                   | 2016 3                   |
| ---------------- | --------------------- | ------------ | ------------- | ------------------------ | ------------------------ | ------------------------ | ------------------------ | ------------------------ | ------------------------ | ------------------------ | ------------------------ | ------------------------ | ------------------------ | ------------------------ |
| Holtzwihr        | 68143                 | 6,45         | 180–186       | 482                      | 527                      | 631                      | 728                      | 831                      | 1064                     | 1300                     | 1320                     | 1353                     | 1353                     | 1357                     |
| Riedwihr         | 68272                 | 3,04         | 177–184       | 341                      | 322                      | 289                      | 306                      | 315                      | 382                      | 376                      | 374                      | 398                      | 403                      | 421                      |
| Porte du Ried000 | 68143                 | 9,49         |               | .0823                    | .0849                    | .0920                    | 1034                     | 1146                     | 1446                     | 1676                     | 1694                     | 1751                     | 1756                     | 1778                     |

RP: Recensement de la population (Volkszählung, Census)

Die (Gesamt-)Einwohnerzahlen der Gemeinde Porte du Ried wurden durch Addition der einzelnen Ortsteile, d. h. der ehemaligen selbständigen Gemeinden ermittelt.